# Unfit; or, The Strength of the Weak
Unfit; or, The Strength of the Weak è un cortometraggio muto del 1914 diretto da Cecil M. Hepworth.

## Trama
Rifiutato dall'esercito come non abile, diventa corrispondente di guerra e salva la vita del fratello che invece era stato arruolato.

## Produzione
Il film fu prodotto dalla Hepworth.

## Distribuzione
Distribuito dalla Hepworth, il film - un cortometraggio di 358 metri - uscì nelle sale cinematografiche britanniche nel settembre 1914.
Si pensa che sia andato distrutto nel 1924 insieme a gran parte degli altri film della Hepworth. Il produttore, in gravissime difficoltà finanziarie, pensò in questo modo di poter almeno recuperare l'argento dal nitrato delle pellicole.